# 中国蚕学会
中国蚕学会是中华人民共和国蚕业科技工作者组成的群众性学术团体，是中国科学技术协会主管的社会团体，1963年3月18日在江苏省无锡市成立。